# Saraca
Saraca  es un género perteneciente a la familia Fabaceae con unas 70 especies de árboles originarios de  India, China y Ceilán hasta Malasia y las  Celebes.

## Descripción
Los árboles se cultivan en climas cálidos y húmedos, y prefieren un suelo húmedo con buen drenaje del suelo con abundante materia orgánica. También se puede cultivar en invernaderos. Los árboles se cultivan por sus flores hacia arriba que tienen grupos de color amarillo, naranja o rojo. Las flores de los árboles no tienen pétalos, pero contienen brillantes sépalos de color, y tienen estambres salientes de hasta 20 cm de largo. Las hojas son pinnadas. Normalmente, estos árboles están acostumbrados a la sombra de otros árboles. La mayoría de las especies de Saraca son árboles característicos. La especie Saraca asoca se cree que es el árbol bajo el cual nació Buda. Saraca declinata es el árbol emblema de la provincia de Yala, Tailandia.

## Especies
- Saraca asoca (= S. indica)
- Saraca bijuga
- Saraca cauliflora
- Saraca celebica
- Saraca chinensis
- Saraca declinata
- Saraca dives
- Saraca griffithiana
- Saraca hullettii
- Saraca lobbiana
- Saraca monodelpha
- Saraca thaipingensis
- Saraca tubiflora